# 李明顕
李 明顕（イ・ミョンヒョン、이 명현、1984年9月9日-）は、韓国競輪の選手。

## 来歴
下記に記す、2012年の日韓対抗戦競輪来日前のデータによると、韓国競輪のタイトル大会・『大賞競輪』で8度の優勝歴を誇り、また同競輪における勝率は約77％を誇るという、韓国競輪界を代表する選手。
2012年3月28日〜30日まで、伊東温泉競輪場で開催された日韓対抗戦競輪に出場し、3戦1勝、決勝3着の戦績を収めた。
2012年12月30日(KST)、光明ドーム競輪場で開催された大賞競輪（グランプリ競走）で逃げ切り、2011年大会
に続いて連覇を果たした。